# Municipio de Edford
El municipio de Edford (en inglés: Edford Township) es un municipio ubicado en el condado de Henry en el estado estadounidense de Illinois. En el año 2010 tenía una población de 667 habitantes y una densidad poblacional de 9,41 personas por km².

## Geografía
El municipio de Edford se encuentra ubicado en las coordenadas 41°26′49″N 90°16′9″O / 41.44694, -90.26917. Según la Oficina del Censo de los Estados Unidos, el municipio tiene una superficie total de 70.9 km², de la cual 70,77 km² corresponden a tierra firme y (0,19 %) 0,14 km² es agua.

## Demografía
Según el censo de 2010, había 667 personas residiendo en el municipio de Edford. La densidad de población era de 9,41 hab./km². De los 667 habitantes, el municipio de Edford estaba compuesto por el 98,8 % blancos, el 0,3 % eran de otras razas y el 0,9 % eran de una mezcla de razas. Del total de la población el 2,55 % eran hispanos o latinos de cualquier raza.